# Vendémian
Vendémian – miejscowość i gmina we Francji, w regionie Oksytania, w departamencie Hérault.
Według danych na rok 1990 gminę zamieszkiwało 589 osób, a gęstość zaludnienia wynosiła 35 osób/km² (wśród 1545 gmin Langwedocji-Roussillon Vendémian plasuje się na 478. miejscu pod względem liczby ludności, natomiast pod względem powierzchni na miejscu 474.).

## Populacja

Populacja Vendémian w latach 1962-2008